# Relations entre l'Iran et le Turkménistan
Les relations entre l'Iran et le Turkménistan sont formellement établies en 1991 après la dislocation de l'URSS. L'Iran a été l'un des premiers États à reconnaître l'indépendance du Turkménistan. Depuis, les deux pays entretiennent de bonnes relations et coopèrent dans les domaines économique, énergétique ainsi que dans les infrastructures. 
La frontière maritime en mer Caspienne, mal délimitée, reste néanmoins source de tension entre l'Iran et le Turkménistan.

## Relations économiques et énergétiques
Le Turkménistan est le deuxième partenaire économique de Téhéran après la Russie. En 2008, les échanges bilatéraux passent en revanche de 3,2 milliards de dollars USD à 1,2 milliard de dollars en 2009, en raison de la flambée des prix du pétrole et du gaz naturel. Le Turkménistan couvre 5 % des besoins énergétiques de l'Iran. 
Un projet de pipeline traversant les deux États a par ailleurs été inauguré en 2010.